# جوزيف إدوارد ويلارد
جوزيف إدوارد ويلارد (بالإنجليزية: Joseph Edward Willard)‏ هو دبلوماسي ومحامي وسياسي أمريكي، ولد في 1 مايو 1865 في واشنطن العاصمة في الولايات المتحدة، وتوفي في 4 أبريل 1924 في نيويورك في الولايات المتحدة. حزبياً، نشط في الحزب الديمقراطي. وقد انتخب سفير.